# 1890 dans le catholicisme
Chronologie du catholicisme
- 1886
- 1887
- 1888
- 1889
- 1890
- 1891
- 1892
- 1893
- 1894

Cet article présente les faits marquants de l'année 1890 dans le catholicisme.

## Évènements
- 15 mai : consécration de la cathédrale Saint-Louis de Carthage
- 23 juin : Création de 4 cardinaux par Léon XIII
- 16 au 21 août : Congrès eucharistique international à Anvers.
- 18 août : Saint Jean Damascène est proclamé Docteur de l'Église.
- 8 septembre : profession religieuse et prise de voile de Thérèse de Lisieux

## Naissances
- 6 janvier : Julien Le Couëdic, prélat français, évêque de Troyes († 9 février 1975)
- 13 janvier : Primo Mazzolari, prêtre, résistant et journaliste italien († 12 avril 1959)
- 19 février : Eugène-Joseph-Marie Le Bellec, prélat français, évêque de Vannes († 13 octobre 1970)
- 27 février : Giuseppe Ricciotti, prêtre, bibliste, archéologue et historien italien († 22 janvier 1964)
- 5 mars : François Luneau, prêtre français, missionnaire en Océanie († 12 juin 1950)
- 8 mars : 
  - Eugeniusz Baziak, prélat polonais, archevêque de Lviv († 15 juin 1962)
  - Oswald von Nell-Breuning, prêtre jésuite, théologien et sociologue allemand († 21 août 1991)
- 18 mars : Bienheureux Innocent Guz, prêtre et martyr polonais du nazisme († 6 juin 1940)
- 21 avril : Joseph Lenzel, prêtre allemand, opposant au nazisme exécuté († 3 juillet 1942)
- 29 juin : Bienheureux Henri Canadell, prêtre et martyr espagnol († 17 août 1936)
- 8 juillet : Louis-Amédée Lefèvre, prélat et missionnaire français, premier archevêque de Rabat († 15 janvier 1968)
- 16 juillet : Carlos Carmelo de Vasconcelos Motta, cardinal brésilien, archevêque d'Aparecida († 18 septembre 1982)
- 9 août : Bienheureux Josef Pawlowski, prêtre et martyr polonais du nazisme († 9 janvier 1942)
- 30 août : Bienheureux Pedro Asúa Mendía, prêtre et martyr espagnol († 29 août 1936)
- 11 septembre : Bienheureuse Maria Pierina De Micheli, religieuse italienne († 26 juillet 1945)
- 13 septembre : Bienheureux Antoni Leszczewicz, prêtre et martyr polonais du nazisme († 18 février 1943)
- 16 octobre : Sainte Maria Goretti, jeune fille italienne, martyre de la pureté († 6 juillet 1902)
- 24 octobre : Thomas Tien Ken-sin, premier cardinal chinois, archevêque de Pékin († 24 juillet 1967)
- 29 octobre : Alfredo Ottaviani, cardinal italien de la Curie († 3 août 1979)
- 3 novembre : Bienheureux Eustache van Lieshout, prêtre néerlandais, missionnaire au Brésil († 30 août 1943)
- 6 novembre : Alfonso Castaldo, cardinal italien, archevêque de Naples († 3 mars 1966)
- 19 novembre : Lucien Polimann, prêtre, homme politique et collaborateur français († 8 février 1963)
- 15 décembre : Federico Callori di Vignale, cardinal italien, secrétaire particulier de Jean XXIII († 10 août 1971)
- 18 décembre : Bienheureux Édouard Poppe, prêtre belge († 10 juin 1924)
- 29 décembre : Albert Willimsky, prêtre allemand, opposant au nazisme mort à Sachsenhausen († 22 février 1940)

## Décès
- 1er janvier : Arnold J. Damen, prêtre jésuite et missionnaire belge aux États-Unis (° 20 mars 1815)
- 2 janvier : Bienheureuse Marie-Anne Blondin, religieuse canadienne, fondatrice des Sœurs de Sainte-Anne (° 18 avril 1809)
- 5 janvier : Bienheureuse Marie Repetto, religieuse italienne (° 31 octobre 1809)
- 14 janvier : 
  - Paulin Martin, prêtre, orientaliste et bibliste français (° 20 juillet 1840)
  - Ignaz von Döllinger, prêtre, historien de l'Église et théologien allemand excommunié en 1871 (° 28 février 1799)
- 16 janvier : Bienheureux Louis-Antoine Ormières, prêtre et éducateur français, fondateur des Sœurs de l'Ange Gardien (° 14 juillet 1809)
- 24 janvier : Rudolph Borowski, prêtre et homme politique allemand (° 22 novembre 1812)
- 25 janvier : Jean Gailhac, prêtre français, fondateur des Religieuses du Sacré-Cœur de Marie, vénérable (° 13 novembre 1802)
- 26 janvier : Eugène-Paul Coupat, prélat et missionnaire français, vicaire apostolique du Setchouan oriental (° 8 juin 1842)
- 8 février : Giuseppe Pecci, cardinal de la Curie et théologien italien, frère de Léon XIII (° 15 décembre 1807)
- 27 février : Christoph Moufang, prélat allemand, administrateur diocésain de Mayence (° 17 février 1817)
- 3 mars : Bienheureux Innocent de Berzo, religieux capucin italien (° 19 mars 1844)
- 22 mars : Désiré De Haerne, prêtre et homme politique belge (° 4 juillet 1804)
- 16 avril : Sylvain Auguste de Marseul, prêtre et entomologiste français (° 21 janvier 1812)
- 3 mai : Caspar Henry Borgess, prélat américain d'origine allemande, évêque de Détroit (° 1er août 1824)
- 23 mai : Friedrich von Schreiber, prélat allemand, archevêque de Bamberg (° 23 mai 1819)
- 3 juin : Louis-Joseph d'Herbomez, prélat et missionnaire français, vicaire apostolique de Colombie-Britannique (° 17 janvier 1822)
- 31 juillet : Luigi Pallotti, cardinal italien de la Curie (° 30 mars 1829)
- 8 août : Julien Costes, prélat français, évêque de Mende (° 17 octobre 1819)
- 10 août : Pierre-Paul Stumpf, prélat français, évêque de Strasbourg (° 21 septembre 1822)
- 11 août : Saint John Henry Newman, cardinal venu de l'anglicanisme, écrivain et théologien britannique (° 21 février 1801)
- 14 août : Bienheureux Michael J. McGivney, prêtre américain, fondateur des Chevaliers de Colomb (° 12 août 1852)
- 3 octobre : Joseph Hergenröther, cardinal allemand de la Curie (° 15 septembre 1824)
- 20 octobre : Léonce Bridoux, prélat et missionnaire français, vicaire apostolique du Tanganyika et évêque titulaire d'Utique (de) (° 15 janvier 1852)
- 22 octobre : Bienheureux Arnould Rèche, frère des écoles chrétiennes français (° 2 septembre 1838)
- 29 octobre : Louis-Charles Couturier, moine bénédictin, abbé de Solesmes (° 12 mai 1817)
- 13 novembre : Joseph Abbal, prêtre et homme politique français (° 2 mars 1799)
- 21 novembre : Bernard Collier, prélat et missionnaire britannique, évêque de Port-Louis (° 1802)